# Amped
Amped é o terceiro álbum de estúdio da banda Dog Eat Dog, lançado em 1999.

## Faixas
1. "Gangbusters"
2. "Expect the Unexpected"
3. "Whateverman"
4. "Modern Day Devils"
5. "Get Up"
6. "Always The Same Big Wheel"
7. "In The City"
8. "Right Out"
9. "One Day"
10. "True Color"
11. "In Time (Growing Came)"